# Greklands herrlandslag i ishockey
Greklands herrlandslag i ishockey representerar Grekland i ishockey. Laget är medlemmar i International Ice Hockey Federation och rankade som lag 44 på IIHF:s ranking.
Ishockey startade 1984 genom återvändande emigranter till Grekland. Det första officiella grekiska mästerskapet i ishockey hölls 1989 och fem lag deltog. Detta var första gången som ishockey spelades i Grekland på en fullstor rink. Det första grekiska juniorlandslaget bildades 1990 och deltog i JVM 1991 i division C, som spelades i Jugoslavien. Laget deltog också i 1992 års JVM som hölls i Italien. Det första grekiska landslaget bildades 1992 och spelade i VM grupp C2 i Sydafrika. Laget hade bara tränat tillsammans i två veckor före turneringen men slutade på tredje plats av sex lag.
Trots denna framgång lyckades sporten inte nå framgångar på hemmaplan. Inga som helst ekonomiska resurser sköts till från myndigheterna från och med 1993, vilket tvingade spelarna själva att stå för isbanor, klubbor, resor etc. Träningarna ställdes in och många spelare slutade.
I maj 2003 stängdes den sista isrinken i Grekland och det nationella laget stod utan stadion. Under de följande fyra åren reste landslagsspelarna till Tjeckien för att träna men fick själva stå för all ekonomi.
Ishockeyn var nära att läggas ner i Grekland när Dimitris Kalyvas, kapten i Greklands herrlandslag i ishockey, lyckades övertyga IIHF att Grekland fortfarande var en aktiv medlem även då rinkar saknades inom landet. Han fick stöd av Greklands vinteridrottsförbund. Resultatet efter granskning av IIHF blev att Grekland fick delta av VM i form av en kvalificeringsturnering till Division III 2008 mot Armenien och Bosnien-Hercegovina. Laget lyckades vinna kvalet och fick spela i Division III. Detta var första gången på nio år som Grekland var med i VM i ishockey. Laget lyckades undvika sista plats i Division III, genom en vinst mot Mongoliet med 10 - 4 och en vunnen poäng mot Luxemburg, förlust efter straffslag med 2-3.
Övriga turneringar som de deltagit i är VM 1992 (C2-VM), VM 1995 (C2-VM), VM 1996 (Kvalificering till D-VM), VM 1998 (D-VM) och VM 1999 (D-VM).

## Övrigt
- Största vinst i VM 15 - 3 mot Turkiet den 21 mars 1992 VM i ishockey 1992.
- Största förlust i VM 2 - 26 mot Israel den 15 april 2011 i VM i ishockey 2011.

## Laguppställning i VM 2008
| Forwards | Forwards | Forwards                   | Forwards | Forwards | Forwards         |                              |
| -------- | -------- | -------------------------- | -------- | -------- | ---------------- | ---------------------------- |
| Nr       |          | Spelare                    | Position | Skjuter  | Födelsedatum     | Klubb                        |
| 2        | Grekland | Grigoris Apostolidis       | F        | H        | 5 september 1969 | Iptamenoi Pagodromoi Athinai |
| 3        | Grekland | Lazaros Efkarpidis         | F        | V        | 18 februari 1979 | Iptamenoi Pagodromoi Athinai |
| 8        | Grekland | Iasonos Pachos             | F        | H        | 3 augusti 1985   | Iptamenoi Pagodromoi Athinai |
| 10       | Grekland | Alexandros Valsamas-Rallis | F        | H        | 1 oktober 1984   | Iptamenoi Pagodromoi Athinai |
| 11       | Grekland | (A) Orestis Tilios         | F        | V        | 7 november 1974  | Iptamenoi Pagodromoi Athinai |
| 12       | Grekland | Thanasis Kesidis           | F        | V        | 15 april 1964    | Iptamenoi Pagodromoi Athinai |
| 13       | Grekland | Ioannis Koufis             | F        | H        | 25 juni 1965     | Iptamenoi Pagodromoi Athinai |
| 15       | Grekland | Themistoklis Lambridis     | F        | H        | 17 augusti 1984  | Iptamenoi Pagodromoi Athinai |
| 19       | Grekland | Giorgos Kalyvas            | F        | V        | 6 december 1978  | Iptamenoi Pagodromoi Athinai |
| 21       | Grekland | (C) Dimitris Kalyvas       | F        | V        | 11 december 1973 | Iptamenoi Pagodromoi Athinai |

| Backar | Backar   | Backar                     | Backar   | Backar  | Backar           |                              |
| ------ | -------- | -------------------------- | -------- | ------- | ---------------- | ---------------------------- |
| Nr     |          | Spelare                    | Position | Skjuter | Födelsedatum     | Klubb                        |
| 2      | Grekland | Fivos Kaminis              | B        | H       | 29 april 1983    | Iptamenoi Pagodromoi Athinai |
| 5      | Grekland | Nikos Chatzigiannis        | B        | V       | 20 januari 1978  | Iptamenoi Pagodromoi Athinai |
| 7      | Grekland | Ionnis Giatagatzidis       | B        | H       | 7 januari 1964   | Iptamenoi Pagodromoi Athinai |
| 9      | Grekland | (A) Ioannis Ziakas         | B        | V       | 31 juli 1972     | Iptamenoi Pagodromoi Athinai |
| 14     | Grekland | Diogenis-Panagiotis Souras | B        | H       | 8 september 1986 | Iptamenoi Pagodromoi Athinai |
| 22     | Grekland | Kostas Lembesis            | B        | H       | 6 juni 1972      | Iptamenoi Pagodromoi Athinai |
| 23     | Grekland | Panagiotis Iatridis        | B        | V       | 18 oktober 1978  | Iptamenoi Pagodromoi Athinai |
| 24     | Grekland | Nikolaos Papadopoulos      | B        | H       | 22 december 1987 | HC Pardubice                 |

| Målvakter | Målvakter | Målvakter        | Målvakter | Målvakter | Målvakter        |                              |
| --------- | --------- | ---------------- | --------- | --------- | ---------------- | ---------------------------- |
| Nr        |           | Spelare          | Position  | Plock     | Födelsedatum     | Klubb                        |
| 1         | Grekland  | Giorgos Fiotakis | M         | V         | 25 januari 1971  | Iptamenoi Pagodromoi Athinai |
| 25        | Grekland  | Dalibor Ploutsis | G         | V         | 15 november 1976 | Iptamenoi Pagodromoi Athinai |

| Titel                |          | Personal                   |
| Huvudtränare         | Grekland | Panagiotis Efkarpidis      |
| Assisterande tränare | Grekland | Ioannis Tilios             |
| Lagledare            | Grekland | Christos Chatziathanassiou |
| Materialförvaltare   | Grekland | Viktor Mateevitsi          |
| Materialförvaltare   | Grekland | Pavios Kasampoulis         |
| Personal             | Grekland | Georgios Kouleles          |

## OS-turneringar
- 1992 - OS i Albertville, Frankrike - deltog ej
- 1994 - OS i Lillehammer, Norge - deltog ej
- 1998 - OS i Nagano, Japan - deltog ej
- 2002 - OS i Salt Lake City, USA - deltog ej
- 2006 - OS i Turin, Italien - deltog ej
- 2010 - OS i Vancouver, Kanada - deltog ej
- 2014 - OS i Sotji, Ryssland - deltog ej

## VM-turneringar
- 1992 - C2-VM (D-VM) i Sydafrika - trea (brons), 5 matcher, 3 segrar, 0 oavgjorda, 2 förluster, 36 gjorda mål, 31 insläppta mål, 6 poäng.
- 1995 - C2-VM (D-VM) i Sydafrika - nia (näst sist), 5 matcher, 1 seger, 1 oavgjord, 3 förluster, 19 gjorda mål, 63 insläppta mål, 3 poäng.
- 1996 - D-VM kval i Israel - diskvalificerade
- 1998 - D-VM i Sydafrika - åtta (sist), 6 matcher, 1 seger, 0 oavgjorda, 5 förluster, 17 gjorda mål, 64 insläppta mål, 2 poäng.
- 1999 - D-VM i Sydafrika - åtta (näst sist), 4 matcher, 1 seger, 0 oavgjorda, 3 förluster, 10 gjorda mål, 18 insläppta mål, 2 poäng.
- 2008 - VM Division III kval i Bosnien/Hercegovina - etta, 2 matcher, 2 segrar, 0 sudden deaths-/straffläggningssegrar, 0 sudden deaths-/straffläggningsförluster, 15 gjorda mål, 1 insläppta mål, 6 poäng.
- 2008 - VM Division III i Luxemburg - femma (näst sist), 5 matcher, 1 seger, 3 förluster, 0 sudden deaths-/straffläggningssegrar, 1 sudden deaths-/straffläggningsförlust, 17 gjorda mål, 28 insläppta mål, 4 poäng.
- 2009 - VM Division III i Nya Zeeland - fyra, 4 matcher, 1 segrar, 2 förluster, 0 sudden deaths-/straffläggningssegrar, 1 sudden deaths-/straffläggningsförlust, 13 gjorda mål, 21 insläppta mål, 4 poäng.
- 2010 - VM Division III i Luxemburg* - tvåa (silver), 3 matcher, 2 segrar, 1 förlust, 0 sudden deaths-/straffläggningssegrar, 0 sudden deaths-/straffläggningsförluster, 10 gjorda mål, 5 insläppta mål, 6 poäng. *Mästerskapet blev flyttad från Grekland till Luxemburg, på grund av den ekonomiska krisen i Grekland.
- 2011 - VM Division III i Sydafrika - femma (näst sist), 4 matcher, 0 segrar, 4 förluster, 0 sudden deaths-/straffläggningssegrar, 0 sudden deaths-/straffläggningsförluster, 2 gjorda mål, 79 insläppta mål, 0 poäng.
- 2012 - VM Division III i Turkiet - femma (näst sist), 5 matcher, 1 seger, 4 förluster, 0 sudden deaths-/straffläggningssegrar, 0 sudden deaths-/straffläggningsförluster, 9 gjorda mål, 22 insläppta mål, 3 poäng.
- 2013 - VM Division III kval i Förenta Arabemiraten - tvåa, 3 matcher, 2 segrar, 1 förluster, 0 sudden deaths-/straffläggningssegrar, 0 sudden deaths-/straffläggningsförluster, 18 gjorda mål, 4 insläppta mål, 6 poäng.
- 2013 - VM Division III i Sydafrika - femma (näst sist), 5 matcher, 1 seger, 4 förluster, 0 sudden deaths-/straffläggningssegrar, 0 sudden deaths-/straffläggningsförluster, 11 gjorda mål, 27 insläppta mål, 3 poäng.

## VM-statistik

### 1992-2006
| VM-Turneringar    | Matcher | Segrar | Oavgjorda | Förluster | Gjorda mål | Insläppta mål | Poäng |
| ----------------- | ------- | ------ | --------- | --------- | ---------- | ------------- | ----- |
| A-VM              | 0       | 0      | 0         | 0         | 0          | 0             | 0     |
| B-VM/Division I   | 0       | 0      | 0         | 0         | 0          | 0             | 0     |
| C-VM/Division II  | 0       | 0      | 0         | 0         | 0          | 0             | 0     |
| D-VM/Division III | 20      | 6      | 1         | 13        | 82         | 176           | 13    |

### 2007-
| VM-Turneringar | Matcher | Segrar | Förluster | Sudden deaths-/Straffläggningssegrar | Sudden deaths-/Straffläggningsförluster | Gjorda mål | Insläppta mål | Poäng |
| -------------- | ------- | ------ | --------- | ------------------------------------ | --------------------------------------- | ---------- | ------------- | ----- |
| VM             | 0       | 0      | 0         | 0                                    | 0                                       | 0          | 0             | 0     |
| Division I     | 0       | 0      | 0         | 0                                    | 0                                       | 0          | 0             | 0     |
| Division II    | 0       | 0      | 0         | 0                                    | 0                                       | 0          | 0             | 0     |
| Division III   | 26      | 6      | 18        | 0                                    | 2                                       | 62         | 182           | 20    |

- ändrat poängsystem efter VM 2006, där seger ger 3 poäng istället för 2 och att matcherna får avgöras genom sudden death (övertid) och straffläggning vid oavgjort resultat i full tid. Vinnaren får där 2 poäng, förloraren 1 poäng.

## Spelade matcher
Avser matcher fram till 21 april, 2013
| Lag                     | S | V | O | F | GM | IM |
| ----------------------- | - | - | - | - | -- | -- |
| Australien              | 1 | 0 | 0 | 1 | 2  | 10 |
| Belgien                 | 2 | 0 | 1 | 1 | 7  | 19 |
| Bosnien och Hercegovina | 1 | 1 | 0 | 0 | 10 | 1  |
| Förenade Arabemiraten   | 3 | 2 | 0 | 1 | 11 | 6  |
| Georgien                | 1 | 1 | 0 | 0 | 13 | 0  |
| Irland                  | 4 | 1 | 0 | 3 | 14 | 17 |
| Island                  | 1 | 1 | 0 | 0 | 8  | 6  |
| Israel                  | 3 | 1 | 0 | 2 | 11 | 46 |
| Litauen                 | 1 | 0 | 0 | 1 | 1  | 20 |
| Luxemburg               | 7 | 2 | 1 | 4 | 17 | 45 |
| Mongoliet               | 3 | 3 | 0 | 0 | 19 | 7  |
| Nordkorea               | 3 | 0 | 0 | 3 | 5  | 18 |
| Nya Zeeland             | 4 | 1 | 1 | 2 | 16 | 22 |
| Spanien                 | 3 | 0 | 0 | 3 | 2  | 37 |
| Sydafrika               | 5 | 0 | 0 | 5 | 8  | 50 |
| Turkiet                 | 7 | 2 | 0 | 5 | 26 | 48 |